# Spinazzola
Spinazzola ist eine italienische Gemeinde mit 5894 Einwohnern (Stand 31. Dezember 2023) in der Provinz Barletta-Andria-Trani, Region Apulien. Die Gemeinde war vor 2008 Bestandteil der Provinz Bari.
Die Nachbarorte von Spinazzola sind Andria, Banzi, Genzano di Lucania, Gravina in Puglia, Minervino Murge, Montemilone, Palazzo San Gervasio, Poggiorsini, Ruvo di Puglia und Venosa.

## Bevölkerungsentwicklung
Spinazzola zählt 2724 Privathaushalte. Zwischen 1991 und 2001 fiel die Einwohnerzahl von 7817 auf 7362. Dies entspricht einer prozentualen Abnahme von 5,8 %.

## In Spinazzola geboren
- Michele Ruggieri (1543–1607), Priester und einer der Gründerväter der jesuitischen Chinamission